# Champeaux (Sena i Marne)
Champeaux és un municipi francès, situat al departament del Sena i Marne i a la regió d'Illa de França. L'any 2007 tenia 763 habitants.
Forma part del cantó de Nangis, del districte de Melun i de la Comunitat de comunes Brie des Rivières et Châteaux.

## Demografia

### Població
El 2007 la població de fet de Champeaux era de 763 persones. Hi havia 303 famílies, de les quals 78 eren unipersonals (39 homes vivint sols i 39 dones vivint soles), 106 parelles sense fills, 95 parelles amb fills i 24 famílies monoparentals amb fills.
La població ha evolucionat segons el següent gràfic:
Habitants censats

### Habitatges
El 2007 hi havia 327 habitatges, 308 eren l'habitatge principal de la família, 6 eren segones residències i 13 estaven desocupats. 286 eren cases i 40 eren apartaments. Dels 308 habitatges principals, 262 estaven ocupats pels seus propietaris, 30 estaven llogats i ocupats pels llogaters i 16 estaven cedits a títol gratuït; 6 tenien una cambra, 17 en tenien dues, 42 en tenien tres, 82 en tenien quatre i 161 en tenien cinc o més. 239 habitatges disposaven pel capbaix d'una plaça de pàrquing. A 135 habitatges hi havia un automòbil i a 150 n'hi havia dos o més.

### Piràmide de població
La piràmide de població per edats i sexe el 2009 era:
| Homes | Edats   | Dones |
| ----- | ------- | ----- |
| 0     | 95 o +  | 4     |
| 0     | 90 a 94 | 4     |
| 8     | 85 a 89 | 4     |
| 4     | 80 a 84 | 12    |
| 16    | 75 a 79 | 8     |
| 8     | 70 a 74 | 20    |
| 12    | 65 a 69 | 12    |
| 20    | 60 a 64 | 16    |
| 12    | 55 a 59 | 28    |
| 64    | 50 a 54 | 12    |
| 32    | 45 a 49 | 60    |
| 4     | 40 a 44 | 16    |
| 24    | 35 a 39 | 20    |
| 32    | 30 a 34 | 44    |
| 20    | 25 a 29 | 20    |
| 20    | 20 a 24 | 16    |
| 16    | 15 a 19 | 40    |
| 40    | 10 a 14 | 20    |
| 40    | 5 a 9   | 32    |
| 32    | 0 a 4   | 32    |

## Economia
El 2007 la població en edat de treballar era de 497 persones, 376 eren actives i 121 eren inactives. De les 376 persones actives 356 estaven ocupades (194 homes i 162 dones) i 20 estaven aturades (11 homes i 9 dones). De les 121 persones inactives 39 estaven jubilades, 47 estaven estudiant i 35 estaven classificades com a «altres inactius».

### Ingressos
El 2009 a Champeaux hi havia 310 unitats fiscals que integraven 755,5 persones, la mediana anual d'ingressos fiscals per persona era de 23.499 €.

### Activitats econòmiques
Dels 24 establiments que hi havia el 2007, 1 era d'una empresa alimentària, 1 d'una empresa de fabricació d'altres productes industrials, 1 d'una empresa de construcció, 6 d'empreses de comerç i reparació d'automòbils, 2 d'empreses de transport, 2 d'empreses d'hostatgeria i restauració, 1 d'una empresa financera, 2 d'empreses immobiliàries, 2 d'empreses de serveis, 5 d'entitats de l'administració pública i 1 d'una empresa classificada com a «altres activitats de serveis».
Dels 4 establiments de servei als particulars que hi havia el 2009, 1 era una oficina de correu, 1 guixaire pintor, 1 perruqueria i 1 restaurant.
Dels 2 establiments comercials que hi havia el 2009, 1 era una botiga de més de 120 m² i 1 una botiga de menys de 120 m².
L'any 2000 a Champeaux hi havia 4 explotacions agrícoles.

## Equipaments sanitaris i escolars
L'únic equipament sanitari que hi havia el 2009 era una farmàcia.
El 2009 hi havia 1 escola maternal integrada dins d'un grup escolar amb les comunes properes formant una escola dispersa i 1 escola elemental integrada dins d'un grup escolar amb les comunes properes formant una escola dispersa.

## Poblacions més properes
El següent diagrama mostra les poblacions més properes.